# マックス・クルーゼ (彫刻家)
マックス・クルーゼ（Carl Max Kruse、 1854年4月14日 - 1942年10月26日）はドイツの彫刻家である。ベルリン分離派のメンバーとして活動した。

## 略歴
ベルリンで生まれた。1874年から1877年の間、シュトゥットガルトの工科大学（現在のシュトゥットガルト大学）で建築を学んだ後、プロイセン美術アカデミーでフリッツ・シャーパー(Fritz Schaper: 1841-1919)やアルベルト・ヴォルフ(Albert Wolff: 1814-1892)に彫刻を学んで1879年に卒業した。1881年のアカデミーの展覧会に出展した「マラトンランナー(Der Marathonläufer)」で金メダルを受賞し、プロイセン美術アカデミーのローマ賞を受賞し、奨学金を得て1881年から1882年の間、ローマ留学した。
最初の結婚の後、1902年に舞台美術家としても働き、女優をしていたケーテ・ジーモン(Katharina Simon、Käthe Kruse:1883–1968)と知り合い愛人関係になった。2人の娘が生まれたが、結婚したのは1909年になってからである。ケートは1905年にクルーゼに勧められて人形つくりをはじめ、有名な人形デザイナーになった。
クルーゼは1907年に教授資格を得て、1908年にベルリン分離派に加わり、理事も務めた。1913年に王立美術アカデミーの会員に選ばれた。ベルリンでアルトゥール・レヴィン＝フィンケ(Arthur Lewin-Funcke)が創立した美術学校(Studienateliers für Malerei und Plastik)で彫刻を教えた。
彫刻家としての作品にはペルセポネーの像やルートヴィヒ・ウーラントの像がある。
発明にも興味を持ち、「Lithophan（透し絵陶板）」の製作法や彫刻のための位置測定装置の特許を取得している。
ケーテとの間の同名の息子、マックス・クルーゼ(Max Kruse: 1921–2015) は「ウルメル・シリーズ」などで知られる児童文学者になった。

## 作品

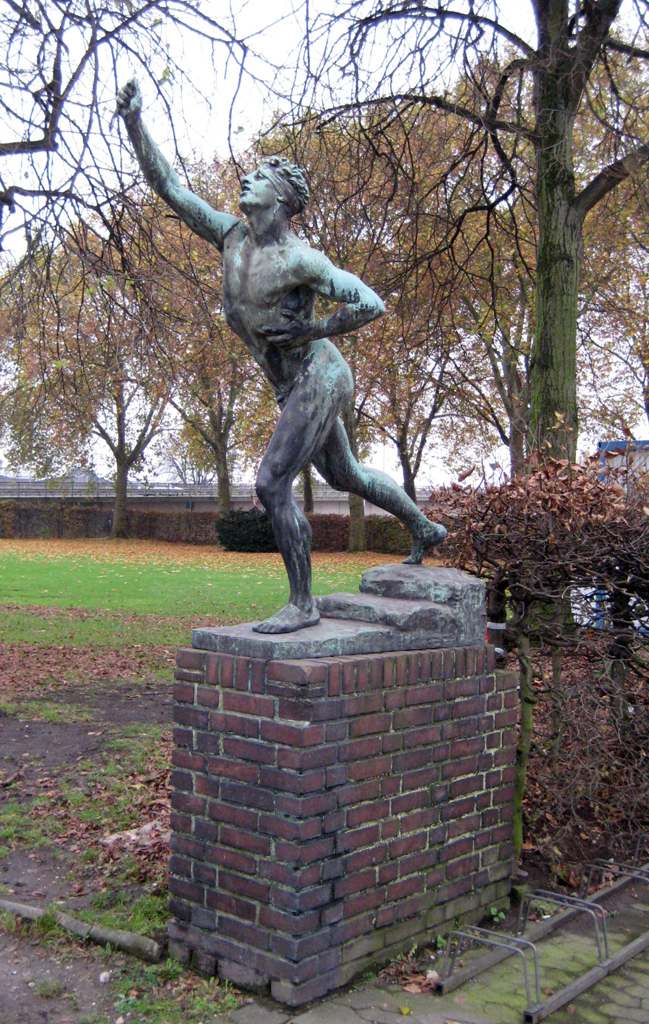
"Siegerbote von Marathon" クレーフェルトに設置された複製
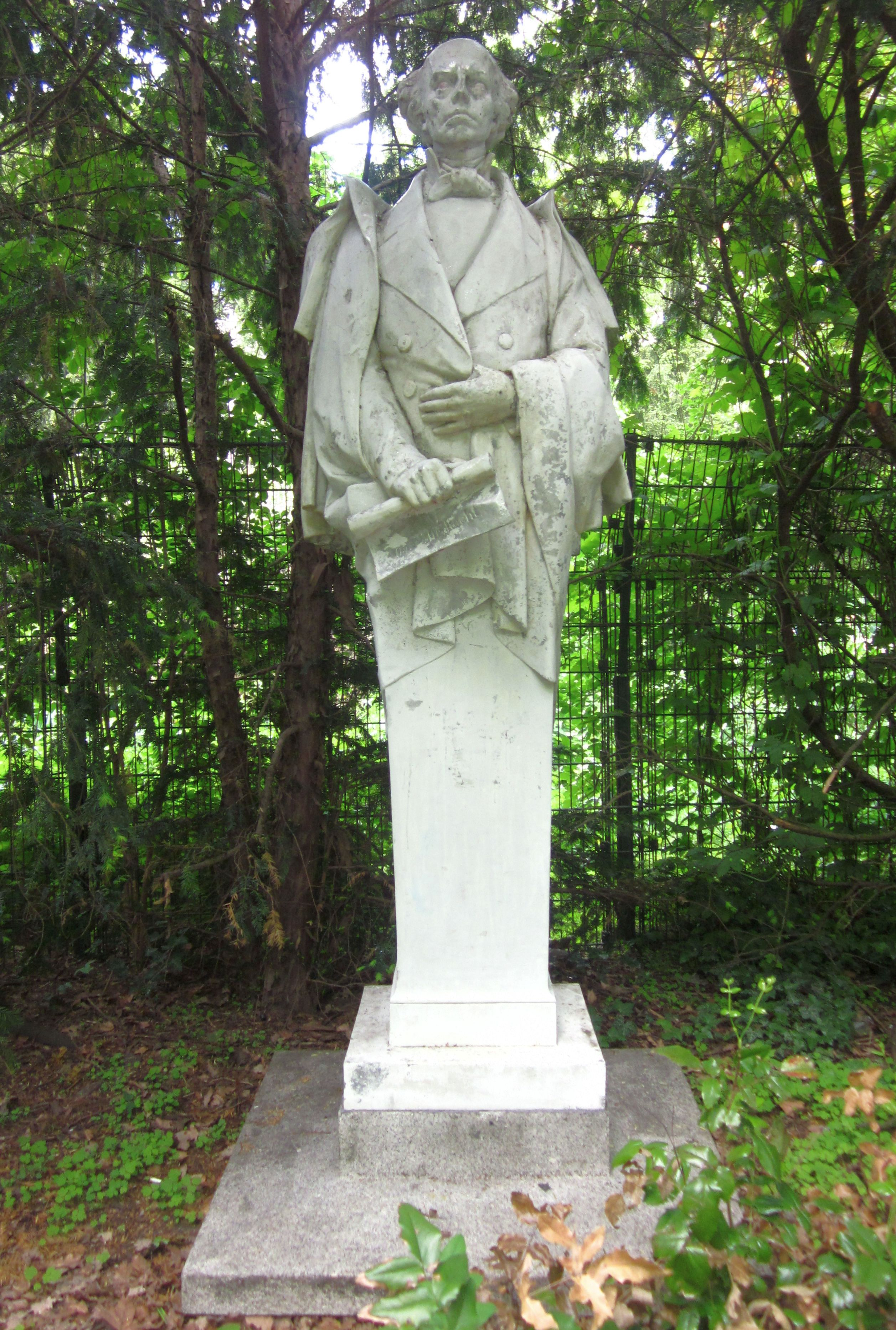
ルートヴィヒ・ウーラントの像(複製)
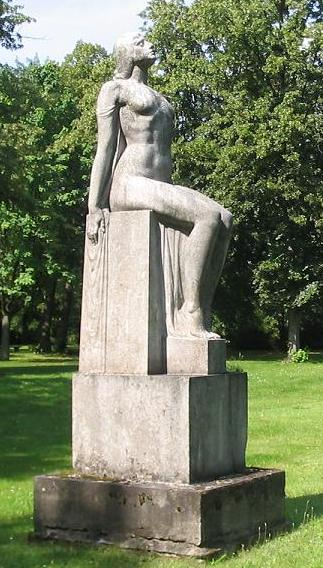
ペルセポネー(Berlin-Neukölln)